# Oum Drou
Oum Drou (în arabă أم الذروع) este o comună din provincia Chlef, Algeria.
Populația comunei este de 21.326 de locuitori (2008).